# Polynema princessa
Polynema princessa (лат.) — вид хальцидоидных наездников рода Polynema из семейства Mymaridae. Название вида в переводе с русского означает принцесса.

## Распространение
Австралия.

## Описание
Мелкие хальцидоидные наездники. Длина тела около 1 мм. Длина мезосомы голотипа самки 308 мкм; брюшко 492; яйцеклад 492; переднее крыло 861 мкм (самцы неизвестны). Отличается от близких видов следующими признаками: внутренняя (медиальная) поверхность скапуса с поперечными гребнями. Тело тёмно-коричневое, кроме светло-коричневого петиоля; скапус и педицель светло-коричневые, жгутик коричневый; ноги светло-коричневые. Голова чуть шире своей высоты, гладкая. Усики со скапусом, за исключением короткого радикля, в 2,8 раза больше ширины, с поперечными гребнями; педицель гладкий, длиннее первого членика жгутика F1 и в 1,5 раза больше ширины. Тело в основном гладкое и блестящее. Булава усиков 1-члениковая. Крылья с длинными краевыми щетинками. Усики очень длинные, больше длины головы вместе грудью. Предположительно, как и другие виды паразитоиды насекомых. Вид был впервые описан в 2021 году российско-американским гименоптерологом Сергеем Владимировичем Тряпицыным (Entomology Research Museum, Department of Entomology, Калифорнийский университет в Риверсайде, Калифорния, США) вместе с такими видами как P. aristokratka, P. markiza, P. koroleva, P. imperatrix, P. baronessa, P. rangatira, P. grafinya